# Jiří Mareš (fotbalista, 1897)
Jiří Mareš (17. září 1897 Sázava (nebo 1905?) – 1934) byl český fotbalista, reprezentant Československa.

## Sportovní kariéra
Za československou reprezentaci odehrál v roce 1926 tři utkání a dal jeden gól. Hrál za AFK Vršovice a Viktorii Žižkov.